# Jaime Balmes
Jaime Luciano Balmes y Urpiá (ur. 28 sierpnia 1810 w Vich, zm. 9 lipca 1848 tamże) – hiszpański filozof, socjolog, pisarz polityczny, kapłan katolicki.

## Życiorys
Studiował na uniwersytecie w Cervera (1826-1835). Kapłan od 1834, a od 1835 doktor teologii. W rodzinnym mieście był nauczycielem matematyki. W czasie wojny 1833-1839 popierał karlistów. Na początku lat 40. przebywał przeważnie w Vich i Barcelonie, zaś od 1844 w Madrycie. W latach 1842–1843 współredagował pismo „La civilización”. Następnie samodzielnie był redaktorem „El Pensamiento de nación” (1844-1846).
W czasie wojny domowej w Hiszpanii jego grobowiec został zniszczony, a zwłoki zbezczeszczone przez siły republikańskie. W setną rocznicę śmierci utworzono Instytut Balmezjański.

## Poglądy
W sferze filozofii uważał siebie za tomistę, dążył jednak do zespolenia tomizmu z filozofią Kartezjusza, Reida i Leibniza. W związku z tym jego system filozoficzny jest określany mianem eklektycznego. Wpłynął na badania nad scholastyką.
Na płaszczyźnie politycznej opowiadał się za demokracją. Popierał reformy w Państwie Kościelnym, które podjął papież Pius IX. Na polu gospodarczym zwracał uwagę na problem wyzysku pracujących oraz niewłaściwy podział dóbr.
Przyczynił się do rozwoju katolicyzmu społecznego. Bolesław Kumor określił go mianem „pierwszego katolickiego społecznika”.

## Prace
- Observaciones sociales, politicas y económicas sobre los bienes del clero, Vich 1840
- Considerationes sobre la situation en España, Barcelona 1840
- La religion demonstrada al alcance de los niños, Barcelona 1841
- El protestantismo comprado con el catolicismo en sus relaciones con la civilización europea, t. 1-4, Barcelona 1842-1844
- El criterio, Barcelona 1845
- Cartas a un escéptico en materia de religión, Barcelona 1846
- Filosofia fundamental, t. 1-2, Barcelona 1846
- Curso de filosofia elemental, t. 1-4, Barcelona 1847

## Wydanie polskie
- Katolicyzm i protestantyzm w stosunku do cywilizacji europejskiej, t. 1-2, Lwów 1873